# 内間拓馬
内間 拓馬（うちま たくま、1998年11月21日 - ）は、沖縄県国頭郡本部町出身のプロ野球選手（投手）。右投右打。

## 経歴

### プロ入り前
本部町立本部小学校時代は本部少年野球クラブでプレーし、本部町立本部中学校時代は軟式野球部に所属していた。
沖縄県立宜野座高等学校では、3年夏の県大会はリリーフ1試合、1イニングのみ出場であり、目立った活躍は見せられなかった。
亜細亜大学では、3年時に大学野球日本代表に選出されているほか、4年間で通算30試合に登板し、7勝6敗、防御率3.13を記録。大学の同期には平内龍太、矢野雅哉らがいる。
2020年10月26日に行われたプロ野球ドラフト会議において、東北楽天ゴールデンイーグルスから4位指名を受け、11月30日に契約金4500万円、年俸820万円（推定）で仮契約した。背番号は40。

### 楽天時代
2021年は11試合に登板。10.2回と少ない投球回数ながら奪三振16を挙げ、奪三振率は13.50と松井裕樹の12.35を超える数字を記録した。
2022年は一軍ではわずか1試合の登板に終わり、二軍でも防御率5点台に終わった。
2023年は一軍の登板がなく、二軍では17試合（うち先発9試合）に登板して、3勝0敗、防御率3.88を記録した。

### 広島時代
2023年12月8日に開催された現役ドラフトにより、広島東洋カープへの移籍が決まった。背番号は67。
2024年は、二軍での成績は29試合で1勝2敗、防御率4.00だった。しかし、2023年の現役ドラフト組で唯一一軍での出場機会がなく、10月29日に戦力外通告を受けた。

### 広島退団後
12球団合同トライアウトやジャパンウィンターリーグに参加後、2025年1月8日に北米独立リーグ・フロンティアリーグに所属するオタワ・タイタンズへの入団が発表されたが、リーグ公式HPによると開幕前の3月11日付でリリースが発表されている。

## 選手としての特徴
がっしりとした体格から、最速150km/hの直球と、スライダー、スローカーブ、チェンジアップなどを繰り出す本格派右腕。
愛称は「ちーま」、「うちまー」。

## 詳細情報

### 年度別投手成績
| 年 度     | 球 団     | 登 板 | 先 発 | 完 投 | 完 封 | 無 四 球 | 勝 利 | 敗 戦 | セ 丨 ブ | ホ 丨 ル ド | 勝 率 | 打 者 | 投 球 回 | 被 安 打 | 被 本 塁 打 | 与 四 球 | 敬 遠 | 与 死 球 | 奪 三 振 | 暴 投 | ボ 丨 ク | 失 点 | 自 責 点 | 防 御 率 | W H I P |
| --------- | --------- | ----- | ----- | ----- | ----- | -------- | ----- | ----- | -------- | ----------- | ----- | ----- | -------- | -------- | ----------- | -------- | ----- | -------- | -------- | ----- | -------- | ----- | -------- | -------- | ------- |
| 2021      | 楽天      | 11    | 0     | 0     | 0     | 0        | 0     | 0     | 0        | 0           | .---  | 45    | 10.2     | 9        | 0           | 4        | 0     | 1        | 16       | 0     | 0        | 7     | 7        | 5.91     | 1.22    |
| 2022      | 楽天      | 1     | 0     | 0     | 0     | 0        | 0     | 0     | 0        | 0           | .---  | 4     | 1        | 1        | 0           | 0        | 0     | 0        | 0        | 0     | 0        | 0     | 0        | 0.00     | 1.00    |
| 通算：2年 | 通算：2年 | 12    | 0     | 0     | 0     | 0        | 0     | 0     | 0        | 0           | .---  | 49    | 11.2     | 10       | 0           | 4        | 0     | 1        | 16       | 0     | 0        | 7     | 7        | 5.40     | 1.20    |

- 2024年度シーズン終了時

### 年度別守備成績
| 年 度 | 球 団 | 投手  | 投手  | 投手  | 投手  | 投手  | 投手     |
| 年 度 | 球 団 | 試 合 | 刺 殺 | 補 殺 | 失 策 | 併 殺 | 守 備 率 |
| ----- | ----- | ----- | ----- | ----- | ----- | ----- | -------- |
| 2021  | 楽天  | 11    | 1     | 1     | 0     | 0     | 1.000    |
| 2022  | 楽天  | 1     | 0     | 0     | 0     | 0     | ----     |
| 通算  | 通算  | 12    | 1     | 0     | 0     | 0     | 1.000    |

- 2024年度シーズン終了時

### 記録
初記録
- 初登板：2021年5月7日、対北海道日本ハムファイターズ7回戦（札幌ドーム）、8回裏に3番手で救援登板 1回無失点
- 初奪三振：同上、8回裏に石井一成から空振り三振

### 背番号
- 40（2021年[7] - 2023年）
- 67（2024年[10]）

### 登場曲
- 『Re:make』ONE OK ROCK（2021年）